# Бото Штраус
Бото Штраус (нім. Botho Strauß; 2 грудня 1944, Наумбург) — німецький драматург, прозаїк, есеїст.

## Біографія
Навчався в Кельні й Мюнхені, готував, але не завершив дисертацію про творчість Томаса Манна. Під час навчання працював в Мюнхенському камерному театрі. У 1967—1970 роках виступав як критик в журналі Theater heute. У 1970—1975 був асистентом Петера Штайна в Берлінському театрі Шаубюне. Перекладав і переробляв для сцени п'єси Шекспіра, Мольєра, Кляйста, Лабіша, Ібсена, Шніцлера. Драми Штрауса йдуть в постановках великих режисерів на різних сценах світу.
Живе в Берліні.

## Твори
- Іпохондрики / Die Hypochonder (1972)
- Bekannte Gesichter, gemischte Gefühle (1974)
- Marlenes Schwester (1975)
- Trilogie des Wiedersehens (1977)
- Die Widmung (1977)
- Така велика — і така маленька / Groß und klein (1978)
- Rumor (1980)
- Kalldewey, Farce (1981)
- Paare, Passanten, фрагменти, афоризми (1981)
- Парк / Der Park (1983, по комедії Шекспіра Сон в літню ніч)
- Молода людина / Der junge Mann, роман (1984)
- Diese Erinnerung an einen, der nur einen Tag zu Gast war (1985)
- Die Fremdenführerin (1986)
- Das Sparschwein (1987)
- Niemand anderes (1987)
- Molières Misanthrop. (1987, переклад п'єси Мольєра Мізантроп)
- Versuch, ästhetische und politische Ereignisse zusammenzudenken (1987)
- Besucher (1988)
- Сім дверей / Sieben Türen (1988)
- Kongress. Die Kette der Demütigungen (1989)
- Про кохання / Über Liebe (1989)
- Час і кімната / Die Zeit und das Zimmer (1989)
- Schlusschor (1991)
- Angelas Kleider (1991)
- Beginnlosigkeit (1992)
- Das Gleichgewicht (1993)
- Wohnen, Dämmern, Lügen (1994)
- Ітака / Ithaka (1996)
- Die Fehler des Kopisten (1997)
- Der Kuss des Vergessens (1998)
- Die Ähnlichen (1998)
- Jeffers-Akt I und II (1998)
- Der Gebärdensammler (1999)
- Das Partikular (2000)
- Der Narr und seine Frau heute abend in Pancomedia (2001)
- Die Nacht mit Alice, als Julia ums Haus schlich (2003)
- Der Untenstehende auf Zehenspitzen (2004)
- Schändung (2005, за п'єсою Шекспіра Тит Андронік)
- Один і інший / Die eine und die andere (2005)
- Nach der Liebe beginnt ihre Geschichte (2005)
- Мікадо / Mikado (2006)
- Botho Strauß, Neo Rauch : Der Mittler (2006)
- Die Unbeholfenen. Bewußtseinsnovelle (2007)
- Vom Aufenthalt (2009)
- Leichtes Spiel (2009)
- Das blinde Geschehen (2011)
- Sie / Er, розповіді (2012)
- Lichter des Toren. Der Idiot und seine Zeit (2013)

## Визнання
Велика літературна премія Баварської академії мистецтв (1981). Одна з найбільших в Німеччині Мюльгаймовська премія з драматургії (1982). Премія Георга Бюхнера (1989). Берлінська театральна премія (1993). Премія Лессінга (Гамбург, 2001). Меморіальна шиллерівська премія (2007) та ін.